# Élections communales luxembourgeoises de 2005
Les élections communales luxembourgeoises de 2005 se sont déroulées le 9 octobre 2005.